# Angres
Angres é uma comuna no departamento de Pas-de-Calais, norte da França.

## Geografia
Angres é uma comuna agrícola e com poucas indústrias situada cerca de 5 km a sudoeste de Lens, na junção das rodovias D51 e D58.

## População
| 3993                                                             | 4384 | 4538 | 4239 | 4394 | 4469 | 4106 |
| Contagem do censo iniciada em 1962: População sem dupla contagem |      |      |      |      |      |      |

## Locais de interesse
- A igreja de São Ciro, reconstruída após o término da Primeira Guerra Mundial.
- Memoriais de guerra.